# Ernst Dietlein
Ernst Dietlein (* 6. Juni 1884 in Zeil am Main; † 7. Januar 1954 in Hof) war ein deutscher evangelischer Theologe, Archivar und Heimatforscher.

## Leben
Dietlein wurde 1921 an der Universität Erlangen mit einer Arbeit über die Geschichte der Hofer Textilindustrie zum Dr. phil. promoviert. In Hof arbeitete er ab 1927 als Religionslehrer und ehrenamtlicher Pfarrer, ab 1931 auch als erster Leiter des von ihm gegründeten Stadtarchivs.
Über die Heimatforschung fand Dietlein den Weg zur sogenannten völkischen Erneuerung. Er setzte seine Hoffnung auf den Nationalsozialismus. Auf der Kundgebung, die am 1. Mai 1933 zum Tag der Arbeit in Hof stattfand, hielt er eine „kernige  nationalsozialistische Festansprache“, in der er die  „Vorsehung, die uns den Führer gesandt“ habe, würdigte. Am 8. November 1935 hielt Dietlein eine „flammende Ansprache“ und „wüste Hetztirade gegen politische Gegner“, als am Geburtshaus von Ernst Pöhner zu dessen 10. Todestag eine Gedenktafel angebracht wurde. Ab 1936 hielt er sich aus Opposition zur nationalsozialistischen Kirchenpolitik zur Bekennenden Kirche, zeigte sich aber in seinen Veröffentlichungen weiterhin bis in die Kriegsjahre als überzeugter Nationalsozialist.
Dietlein gilt als „Prototyp eines nationalsozialistischen ‚Kämpfers‘ an der ‚Heimatfront‘“. Er  war „bis zum Ende des Regimes ein überzeugter Nationalsozialist“
Bei der Entnazifizierung erhielt Dietlein von kirchlicher Seite einen „Persilschein“, so dass er 1948 wieder in sein Amt als Stadtarchivar eingesetzt wurde. Er hatte es bis zu seinem Tod inne.

## Öffentliche Würdigung
1964, zu seinem zehnten Todestag, wurde eine Straße in Hof nach Dietlein benannt. Ein erster Antrag auf Umbenennung wurde  28. Juni 2013 vom Rat der Stadt abgelehnt. Nach längerer öffentlicher Diskussion fasste der Stadtrat am 29. November 2013 dann doch den Beschluss, dass die Dr.-Dietlein-Straße künftig Dr.-Bonhoeffer-Straße heißen solle.

## Schriften (Auswahl)
- Träumereien und Plaudereien aus Alt-Hof. Stadtverwaltung, Hof an der Saale 1948.
- Zur Geschichte der Gewerbe- u. Landwirtschaftsschule, der Real- und Oberrealschule Hof. Mintzelsche Buchdruckerei, Hof 1928.
- Chronik der Stadt Hof. Fünf Bände (I, II, III, IV, VIII). Stadt Hof 1937–1954.